# Dehéries
Dehéries est une commune française située dans le département du Nord (59), en région Hauts-de-France.
Ses habitants sont appelés les Dehérisiens. Avec 37 habitants en 2019, la commune a la particularité d'être la plus petite du département du Nord par sa population, et l'une des plus petites par sa superficie de 1,87 km2.

## Géographie

### Situation
Le village est situé entre dans le sud du département du Nord, à 15,8 km au sud-est de Cambrai et 10,7 km de Bohain-en-Vermandois à vol d'oiseau.

### Voies de communication et transports
Le village est traversé par la route départementale D960, qui relie Cambrai à Guise, dans l'Aisne. Il n'est desservi par aucune ligne de transport en commun.

### Communes limitrophes
|            | Walincourt-Selvigny |           |
| Malincourt | Déhéries            | Élincourt |
|            |                     |           |

### Hydrographie
La commune est située dans le bassin Artois-Picardie. Elle n'est drainée par aucun cours d'eau,.
Dehéries est installée sur des couches de calcaire du crétacé recouvertes de lœss et de limons accumulés par les vents, qui rendent le sol très fertile. C'est une terre à blé et à betteraves. Le paysage de la commune est dominé par l'openfield mais bordé au nord par les bois du Moulin et du Gard, qui entourent le village de Walincourt.

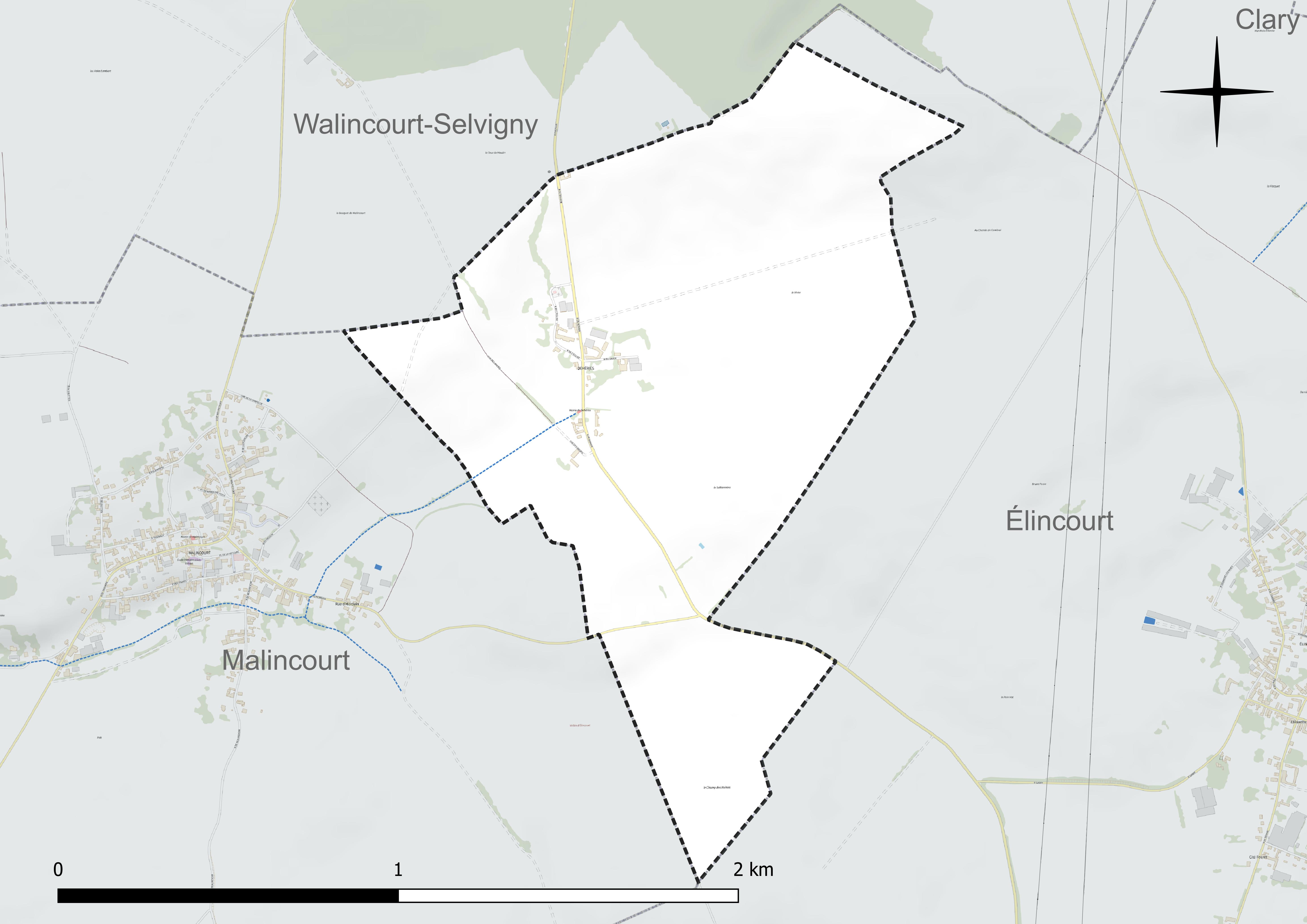
Réseau hydrographique de Dehéries.

### Climat
Pour des articles plus généraux, voir Climat des Hauts-de-France et Climat du Nord.
En 2010, le climat de la commune est de type climat océanique dégradé des plaines du Centre et du Nord, selon une étude du CNRS s'appuyant sur une série de données couvrant la période 1971-2000. En 2020, Météo-France publie une typologie des climats de la France métropolitaine dans laquelle la commune est dans une zone de transition entre le climat océanique et le climat océanique altéré et est dans la région climatique  Nord-est du bassin Parisien, caractérisée par un ensoleillement médiocre, une pluviométrie moyenne régulièrement répartie au cours de l'année et un hiver froid (3 °C). 
Pour la période 1971-2000, la température annuelle moyenne est de 10 °C, avec une amplitude thermique annuelle de 14,5 °C. Le cumul annuel moyen de précipitations est de 754 mm, avec 11,9 jours de précipitations en janvier et 9,2 jours en juillet. Pour la période 1991-2020, la température moyenne annuelle observée sur la station météorologique la plus proche, située sur la commune d'Épehy à 16 km à vol d'oiseau, est de 10,6 °C et le cumul annuel moyen de précipitations est de 752,8 mm,. Pour l'avenir, les paramètres climatiques de la commune estimés pour 2050 selon différents scénarios d'émission de gaz à effet de serre sont consultables sur un site dédié publié par Météo-France en novembre 2022.

## Urbanisme

### Typologie
Au 1er janvier 2024, Dehéries est catégorisée commune rurale à habitat très dispersé, selon la nouvelle grille communale de densité à sept niveaux définie par l'Insee en 2022.
Elle est située hors unité urbaine et hors attraction des villes,.

### Occupation des sols
L'occupation des sols de la commune, telle qu'elle ressort de la base de données européenne d'occupation biophysique des sols Corine Land Cover (CLC), est marquée par l'importance des territoires agricoles (100 % en 2018), une proportion identique à celle de 1990 (100 %). La répartition détaillée en 2018 est la suivante : 
terres arables (99,6 %), prairies (0,3 %). L'évolution de l'occupation des sols de la commune et de ses infrastructures peut être observée sur les différentes représentations cartographiques du territoire : la carte de Cassini (XVIIIe siècle), la carte d'état-major (1820-1866) et les cartes ou photos aériennes de l'IGN pour la période actuelle (1950 à aujourd'hui).

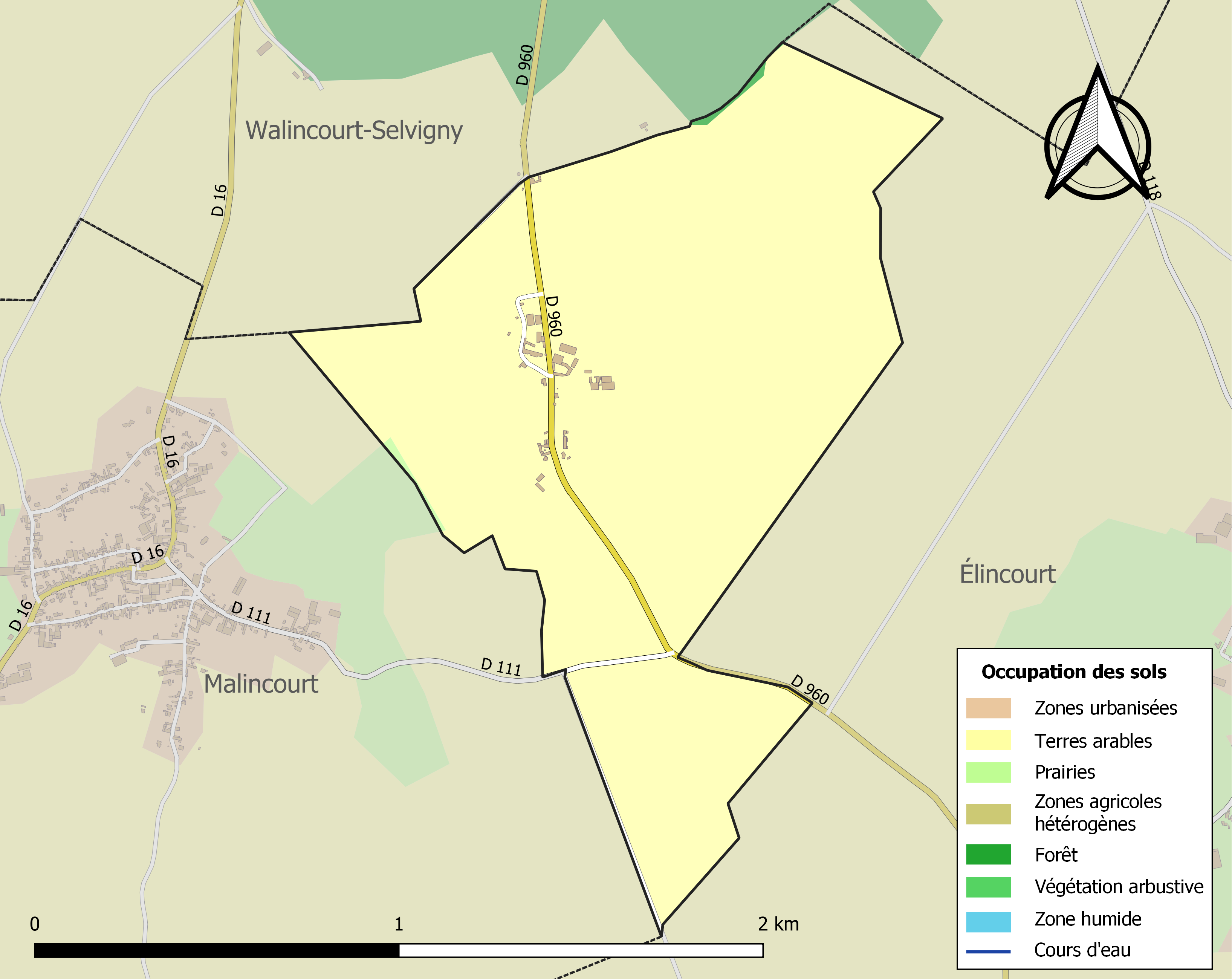
Carte des infrastructures et de l'occupation des sols de la commune en 2018 (CLC).

## Logement
En 2008, Dehéries comptait 14 résidences principales et aucun logement vacant ni résidence secondaire. Les maisons représentaient 100 % de l'ensemble des logements, pourcentage inchangé par rapport au recensement de 1999 et nettement supérieur à celui observé dans le département du Nord (68,6 %).
La part de résidences principales datant d'avant 1949 s'élevait à 62,9 %. Pour les constructions plus récentes, 7,7 % des logements dataient d'entre 1949 et 1974 et 23,1 % d'après 1975, aucun logement n'ayant été construit après 1990

## Toponymie
Le nom de la commune vient de la famille Sohier, seigneurs de la Hérie.

## Histoire
Dehéries a appartenu à la famille Sohier de la Hérie, apparentée aux comtes de Vermandois. Les traces d'un château du XIe siècle, quadrangulaire et entouré de fossés, se distinguent encore à l'est du village.
En 1081, le chapelain de l'évêque Gérard Ier de Cambrai fit don de ses droits sur l'autel de Dehéries à la cathédrale de Cambrai.
Avant la Révolution, Dehéries appartenait à la famille Bourdon et était rattaché à la paroisse de Walincourt. En 1790, les habitants décidèrent de se séparer de Walincourt et de se constituer en commune distincte,.

## Politique et administration

### Tendances politiques et résultats
Les consultations électorales récentes dans cette petite commune montrent une préférence marquée pour la droite et l'extrême-droite.
Au premier tour de l'élection présidentielle de 2012, les trois candidats arrivés en tête à Dehéries sont Marine Le Pen (FN, 35,48 %), Nicolas Sarkozy (UMP, 29,07 %) et François Hollande (PS, 16,13 %), avec un taux de participation de 96,88 %.
Au deuxième tour des élections régionales de 2010, 10 des 24 suffrages exprimés sont allés à la liste conduite par Valérie Létard (UMP), 9 à la liste Front National de Marine Le Pen, et 5 à celle de Daniel Percheron (PS), pour un taux de participation de 83,87 %.
Aux élections européennes de 2009, les deux meilleurs scores à Dehéries étaient ceux de la liste du Front national conduite par Marine Le Pen, qui a obtenu 5 suffrages soit 25 % des suffrages exprimés (département du Nord 19,55 %), et de la liste de la majorité présidentielle conduite par Dominique Riquet, qui a obtenu 4 suffrages soit 20 % des suffrages exprimés (département du Nord 24,57 %), pour un taux de participation de 72,41 %.
Au deuxième tour de l'élection présidentielle de 2007, 65,38 % des électeurs ont voté pour Nicolas Sarkozy (UMP), et 34,62 % pour Ségolène Royal (PS), avec un taux de participation de 100 %.
Au deuxième tour des élections législatives de 2007, 71,43 % des électeurs de Dehéries ont voté pour François-Xavier Villain (UMP) (57,45 % dans la 18e circonscription du Nord), et 28,57 %  pour Brigitte Douay (PS) (42,55 % dans la circonscription), avec un taux de participation de 100 % à Dehéries et de 60,08 % dans la circonscription.

### Administration municipale
Dehéries est membre de la communauté de communes du Caudrésis - Catésis, qui regroupe 46 communes et plus de 64 000 habitants.
La commune ayant moins de 100 habitants, son conseil municipal est composé de neuf membres. Depuis 2008 le maire est Robert Hennebelle.

### Liste des maires
Maire en 1807 : Blondiau.
Maire en 1808 : Truffet.

Maire en 1881 : Taisne.
| Période                                  | Période   | Identité          | Étiquette | Qualité |
| ---------------------------------------- | --------- | ----------------- | --------- | ------- |
| mars 2001                                | mars 2008 | Christian Besnier |           |         |
| mars 2008                                | 2014      | Robert Hennebelle |           |         |
| 2014                                     | En cours  | Gilles Pelletier  |           |         |
| Les données manquantes sont à compléter. |           |                   |           |         |

### Instances judiciaires et administratives
La commune de Dehéries est dans le ressort de la cour d'appel de Douai, du tribunal de grande instance, du tribunal d'instance et du conseil de prud'hommes de Cambrai, et à la suite de la réforme de la carte judiciaire engagée en 2007, du tribunal de commerce de Douai.

### Jumelages et partenariats
Au 6 mars 2012, Dehéries n'est jumelée avec aucune autre commune.

## Population et société

### Démographie

#### Évolution démographique
L'évolution du nombre d'habitants est connue à travers les recensements de la population effectués dans la commune depuis 1793. Pour les communes de moins de 10 000 habitants, une enquête de recensement portant sur toute la population est réalisée tous les cinq ans, les populations de référence des années intermédiaires étant quant à elles estimées par interpolation ou extrapolation. Pour la commune, le premier recensement exhaustif entrant dans le cadre du nouveau dispositif a été réalisé en 2006.

En 2022, la commune comptait 42 habitants, en évolution de +5 % par rapport à 2016 (Nord : +0,51 %, France hors Mayotte : +2,11 %).
| 1793 | 1800 | 1806 | 1821 | 1831 | 1836 | 1841 | 1846 | 1851 |
| ---- | ---- | ---- | ---- | ---- | ---- | ---- | ---- | ---- |
| 57   | 62   | 66   | 79   | 61   | 52   | 50   | 67   | 65   |

| 1856 | 1861 | 1866 | 1872 | 1876 | 1881 | 1886 | 1891 | 1896 |
| ---- | ---- | ---- | ---- | ---- | ---- | ---- | ---- | ---- |
| 67   | 65   | 74   | 57   | 99   | 100  | 72   | 66   | 75   |

| 1901 | 1906 | 1911 | 1921 | 1926 | 1931 | 1936 | 1946 | 1954 |
| ---- | ---- | ---- | ---- | ---- | ---- | ---- | ---- | ---- |
| 82   | 68   | 70   | 61   | 63   | 60   | 62   | 38   | 48   |

| 1962 | 1968 | 1975 | 1982 | 1990 | 1999 | 2006 | 2011 | 2016 |
| ---- | ---- | ---- | ---- | ---- | ---- | ---- | ---- | ---- |
| 44   | 28   | 31   | 37   | 33   | 37   | 41   | 43   | 40   |

| 2021 | 2022 | - | - | - | - | - | - | - |
| ---- | ---- | - | - | - | - | - | - | - |
| 40   | 42   | - | - | - | - | - | - | - |

#### Pyramide des âges
La population de la commune est relativement jeune.
En 2018, le taux de personnes d'un âge inférieur à 30 ans s'élève à 35,0 %, soit en dessous de la moyenne départementale (39,5 %). À l'inverse, le taux de personnes d'âge supérieur à 60 ans est de 22,5 % la même année, alors qu'il est de 22,5 % au niveau départemental.
En 2018, la commune comptait 18 hommes pour 20 femmes, soit un taux de 52,63 % de femmes, légèrement supérieur au taux départemental (51,77 %).
Les pyramides des âges de la commune et du département s'établissent comme suit.
| Hommes | Classe d’âge | Femmes |
| ------ | ------------ | ------ |
| 0,0    | 90 ou +      | 0,0    |
| 5,3    | 75-89 ans    | 14,3   |
| 15,8   | 60-74 ans    | 9,5    |
| 15,8   | 45-59 ans    | 19,0   |
| 31,6   | 30-44 ans    | 19,0   |
| 15,8   | 15-29 ans    | 9,5    |
| 15,8   | 0-14 ans     | 28,6   |

| Hommes | Classe d’âge | Femmes |
| ------ | ------------ | ------ |
| 0,5    | 90 ou +      | 1,4    |
| 5,3    | 75-89 ans    | 8,1    |
| 14,8   | 60-74 ans    | 16,2   |
| 19,1   | 45-59 ans    | 18,4   |
| 19,5   | 30-44 ans    | 18,7   |
| 20,7   | 15-29 ans    | 19,1   |
| 20,2   | 0-14 ans     | 18     |

### Enseignement
Il n'existe pas d'établissements scolaires à Dehéries. Les écoles maternelles et primaires les plus proches sont dans les villages voisins de Malincourt, Walincourt-Selvigny et Élincourt. Les collèges les plus proches sont ceux de Walincourt-Selvigny et de Villers-Outréaux.

### Santé
Il n'y a pas de professionnels de la santé à Dehéries.

### Sports
Dehéries a vu passer la quatrième étape du Tour de France en 2010.

### Cultes
Les Dehérisiens disposent d'un lieu de culte catholique, l'église Sainte-Anne, qui fait partie de la paroisse Sainte-Anne-en Cambrésis dans le diocèse de Cambrai.

## Économie

### Revenus de la population et fiscalité
Dehéries comptant moins de 50 ménages, les données relatives aux revenus fiscaux ne sont 
pas diffusées par l'Insee pour respecter le secret statistique.

### Emploi
Dehéries se trouve dans le bassin d'emploi du Cambrésis. L'agence Pôle emploi pour la recherche d'emploi la plus proche sont celles de Caudry et Cambrai.
En 2008, la population de Dehéries se répartissait ainsi : 82,6 % d'actifs, ce qui est supérieur aux 71,6 % d'actifs de la moyenne nationale, et aucun retraité. Le pourcentage de chômeurs était de 8,7 % contre 0 % en 1999.

### Entreprises et commerces
Au 31 décembre 2009, Dehéries comptait 5 établissements.
Répartition des établissements par domaines d'activité
|                             | Ensemble | Agriculture | Industrie | Construction | Commerce | Services |
| --------------------------- | -------- | ----------- | --------- | ------------ | -------- | -------- |
| Nombre d'établissements     | 5        | 3           | 0         | 0            | 1        | 1        |
| %                           | 100 %    | 60 %        | 0 %       | 0 %          | 20 %     | 20 %     |
| Sources des données : INSEE |          |             |           |              |          |          |

## Culture locale et patrimoine

### Lieux et monuments

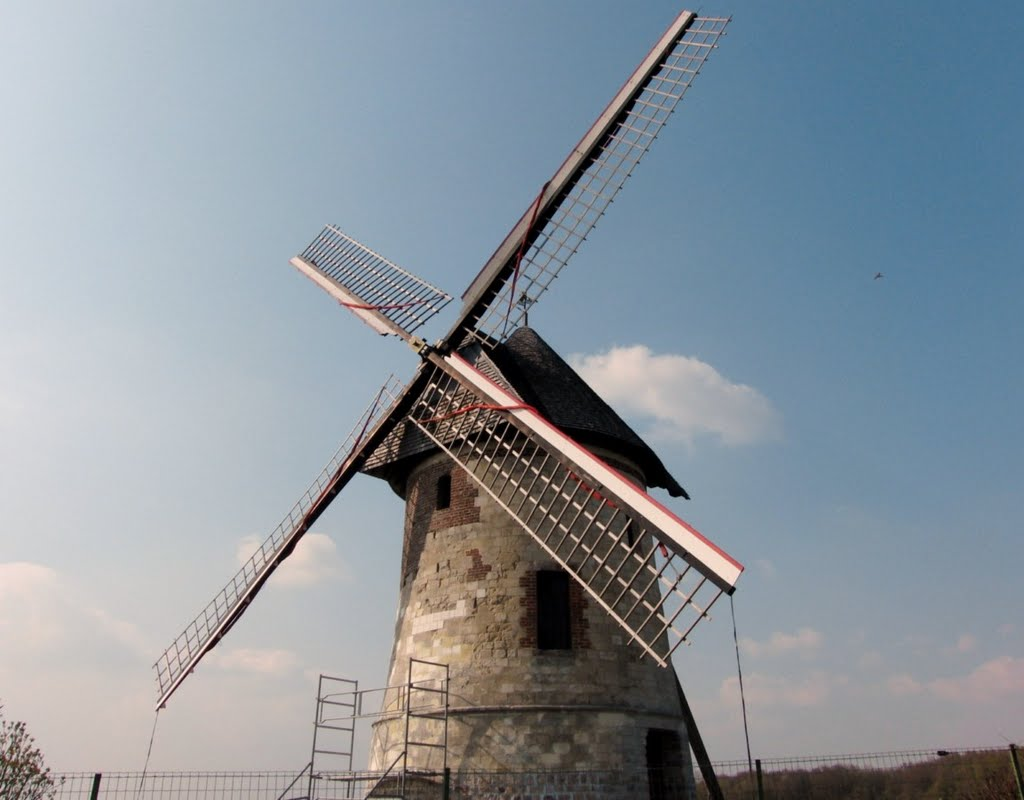
Le moulin Brunet

Bien qu'il soit connu comme « le moulin de Dehéries » (ou « moulin Brunet », du nom du dernier meunier), le moulin est en fait situé sur le territoire de la commune de Walincourt-Selvigny, qui est propriétaire du site, à la limite entre les deux communes.
Le pigeonnier, construit selon la technique dite des « rouges barres », alternance de lits de briques rouges et de pierres blanches, est la reconstitution récente, menée par l'« association pour la valorisation du patrimoine de Dehéries », d'un pigeonnier du XVIIIe siècle qui se situait dans le village voisin d'Esnes et a disparu en 1993.
L'église Sainte-Anne a pour origine une chapelle édifiée en 1835, à laquelle a été ajouté un clocher en 1870-1871. Des travaux d'entretien y ont été faits au début du XXIe siècle.

### Personnalités liées à la commune
- Louis Blériot (1872 - 1936), premier pilote à traverser la Manche en avion. Son lieu de naissance est souvent situé à Dehéries, bien que son acte de naissance (reconstitué en 1928) indique Cambrai[36].

### Héraldique
|  | Les armes de Déhéries se blasonnent ainsi :"De gueules à une étoile à cinq rais d'argent." |

## Pour approfondir